# 広島大学サタケメモリアルホール
1. ・ホール内観（客席から見たステージ）
2. ・ホール内観（ステージから見た客席）
3. ・エントランスホール
4. ・ホワイエ 等

広島大学サタケメモリアルホール（ひろしまだいがく－）は、広島県東広島市の広島大学東広島キャンパス敷地内にある多目的ホール。

## 概要
本格的な音響設備やオーケストラピットを備えた設備は、全国の総合系国立大学では初めてのもの。
1999年に広島大学は創立50周年を迎え、同窓会を中心に広島大学創立50周年記念事業後援会を発足。記念事業の目玉施設として、後援会や地元企業による寄付により建てられた。
名前に冠する「サタケ」とは、その中で多額の寄付を行った東広島市内に本社を置くサタケおよび佐竹家のことで、地域住民に広く開放することを条件に、総事業費約15億円のうち約7億円をサタケが拠出した。
設計は大成建設、施工は大成建設・鹿島建設・清水建設JV。2002年3月着工、翌2003年2月に竣工。同年5月31日に落成式が行われ、翌6月1日に落成記念オペラ・椿姫が開催された。
宿泊や食事ができる学士会館と合築している。国際会議にも対応し、学会等の学術活動・音楽や演劇等の芸術活動・同窓会や学生の課外活動を支える諸行事の他、地元地域との交流の場として利用されている。

## 施設
外観はグランドピアノをイメージしたもの。ホール形状は六角形型、舞台床に桜の無垢材、客席壁面は楢の練付材、床は樺のフローリング材を使用している。緞帳は平山郁夫作「月光流砂らくだ行」。ピアノはスタインウェイフルコンサートピアノ。
- 構造：鉄筋コンクリート構造、一部鉄骨構造
- 階数：地上3階地下1階
- 高さ：最高22.9m
- 延床面積：3,532m2
- 収容人数：1,000席

## 所在地
〒739-0046 広島県東広島市鏡山1丁目2-2（北緯34度24分10秒 東経132度42分51秒 / 北緯34.40278度 東経132.71417度）

## 交通
- JR山陽本線西条駅から
  - 芸陽バス・広島大学線あるいは中国JRバス・西条線乗車、「広大中央口」バス停下車
- JR山陽本線八本松駅から
  - 芸陽バス・広島大学線あるいは中国JRバス・西条線乗車、「広大中央口」バス停下車
- 山陽新幹線東広島駅から
  - 芸陽バス・広島大学線あるいは中国JRバス・西条線乗車、「広大中央口」バス停下車